# Byberget
Byberget är en ort vid Bysjön, i Haverö socken, Ånge kommun.
1990 avgränsades en småort för bebyggelsen i området. 1995 hade folkmängden minskat och småorten upplöstes.